# Drei Männer und eine kleine Lady
Drei Männer und eine kleine Lady (Originaltitel: 3 Men and a Little Lady, alternativ Three Men and a Little Lady) ist eine US-amerikanische Filmkomödie aus dem Jahr 1990 und eine Fortsetzung der Komödie Noch drei Männer, noch ein Baby aus dem Jahr 1987. Regie führte Emile Ardolino, das Drehbuch schrieb Charlie Peters.

## Handlung
Peter Mitchell, Michael Kellam und Jack Holden wohnen gemeinsam. Die Männer kümmern sich um die fünfjährige Mary Bennington, derer Mutter Sylvia im selben Haus wohnt. Eines Tages verkündet Sylvia, dass sie den englischen Regisseur Edward Hargreave heiraten und nach England ziehen will. Die drei Männer begleiten Sylvia zur in England stattfindenden Hochzeit.
Mitchell entdeckt, dass Hargreave beabsichtigt, Mary in einer Schule mit Internat unterzubringen. Er und Sylvia kommen sich näher. Kurz nach der „Hochzeit“ kommen Hargreave belastende Informationen ans Tageslicht. Da für diese Hochzeit sich Jack als Pfarrer verkleidet hat, ist die Eheschließung jedoch ungültig. Am Ende heiraten Peter und Sylvia.

## Kritiken
Geoff Andrew schrieb in der Time Out London, die „gutmütige“ (good-natured) Komödie biete „harmlosen Spaß“ (harmless fun). Er lobte die Darstellung von Fiona Shaw, die als frustrierte Schulleiterin witzig wirke (funny as a frustrated headmistress). Zudem hält Danson die Stimmung heiter (keeps the mood light).
Die Zeitschrift Cinema zog das Fazit „Drei Männer, ein Mädel und zwei Lacher“.
Filmdienst fand, „In dieser Fortsetzung rückt eine romantische Love Story in den Vorder- und das Kind in den Hintergrund. Witzig nur im ersten Teil durch einige pfiffige Wortwechsel, während im zweiten Teil überdrehte England-Klischees eher langweilen.“
Der Film hat derzeit (Stand Februar 2016) eine Bewertung von 35 % basierend auf 17 Bewertungen auf der amerikanischen Rezensions-Plattform Rotten Tomatoes, sowie eine Bewertung von 5,5 von zehn möglichen Sternen auf von zehn auf Internet Movie Database, basierend auf 13 Kritiken.

## Auszeichnungen
Robin Weisman gewann im Jahr 1991 den Young Artist Award. Der Film wurde 1991 als Besonders unterhaltsame Familienkomödie für den gleichen Preis nominiert.

## Hintergründe
- Der Film wurde in Los Angeles, in New York City, in London und in anderen Orten in England gedreht.[6] Er spielte in den Kinos der USA ca. 71,6 Millionen US-Dollar ein.[7]
- Die deutschen Sprecher für die männlichen Hauptrollen waren: Norbert Langer (Tom Selleck), Joachim Tennstedt (Steve Guttenberg) und Leon Boden (Ted Danson)[8]
- Robin Weisman erhielt für den Film 1991 den Young Artist Award, der ganze Film war ebenfalls nominiert, verlor aber gegen Kevin – Allein zu Haus.[9]